# ダム (チベット)
ダムは、チベット中央部のナムツォ湖畔一帯の地名。中国による行政区分では、西蔵自治区のダムシュン県を中心とする一帯を含む。
広闊な地形で、草原が広がり、牧畜の適地である。また、青海省方面からの街道がラサへ向かう道とシガツェへ向かう道の分岐点でもあり、交通の要衝でもある。
十七ー十八世紀には、グシ・ハン王朝のハンの直属部隊がこの地に駐屯したことから、現在でもオイラト族の末裔が居住している。